# Devarim (parashah)
Devarim, D'varim, o Debarim (ebraico: דְּבָרִים — tradotto in italiano: “parole”, seconda parola e incipit di questa parashah) è la 44ª porzione settimanale della Torah (ebr. פָּרָשָׁה – parashah o anche parsha/parscià) nel ciclo annuale ebraico di letture bibliche dal Pentateuco, la prima nel Libro del Deuteronomio. Rappresenta il passo Deuteronomio 1:1-3:22, che gli ebrei leggono generalmente in luglio o agosto. La parashah viene sempre letta nello Shabbat Speciale Shabbat Chazon, che cade subito prima di Tisha b'Av.
La parashah racconta come Mosè nominò i capi tribù, l'episodio delle Dodici "Spie" (cfr Shekhinah), gli incontri con gli Edomiti e gli Ammoniti, la conquista di Sicon e Og, e la distribuzione delle terre alle tribù di Ruben, Gad e Manasse.

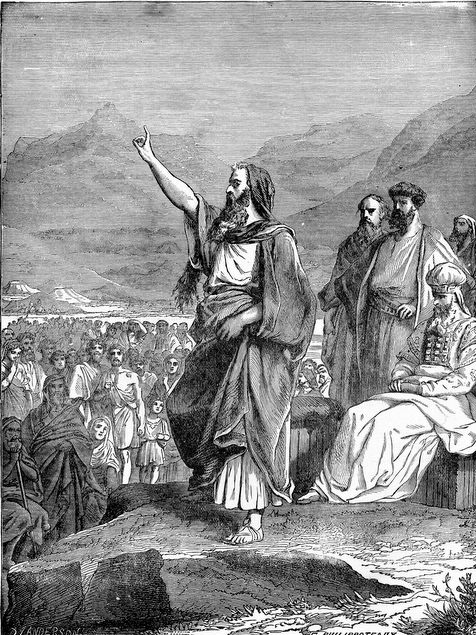
Mosè parla a Israele (incisione di Henri Félix Emmanuel Philippoteaux, XIX secolo)

### Testi
- Testo Masoretico e traduzione JPS 1917, su mechon-mamre.org. URL consultato il 10 marzo 2013 (archiviato dall'url originale il 14 maggio 2012).
- Parshah cantata, su bible.ort.org. URL consultato il 10 marzo 2013 (archiviato dall'url originale l'8 marzo 2011).
- Parshah in ebraico, su mechon-mamre.org.

### Commentari
- Academy for Jewish Religion, New York, su ajrsem.org.
- Aish.com. URL consultato il 10 marzo 2013 (archiviato dall'url originale il 24 febbraio 2019).
- American Jewish University, su judaism.ajula.edu (archiviato dall'url originale il 4 marzo 2012).
- Anshe Emes Synagogue, Los Angeles, su anshe.org. URL consultato il 10 marzo 2013 (archiviato dall'url originale il 1º novembre 2012).
- Bar-Ilan University, su biu.ac.il.
- Chabad.org.
- eparsha.com.
- G-dcast, su g-dcast.com. URL consultato il 10 marzo 2013 (archiviato dall'url originale il 20 marzo 2013).
- The Israel Koschitzky Virtual Beit Midrash, su vbm-torah.org. URL consultato il 10 marzo 2013 (archiviato dall'url originale il 3 settembre 2011).
- Jewish Agency for Israel, su jewishagency.org. URL consultato il 10 marzo 2013 (archiviato dall'url originale il 15 settembre 2012).
- Jewish Theological Seminary (XML), su jtsa.edu. URL consultato il 10 marzo 2013 (archiviato dall'url originale l'11 marzo 2013).
- Miriam Aflalo, su mishpacha.com. URL consultato il 10 marzo 2013 (archiviato dall'url originale il 6 aprile 2012).
- MyJewishLearning.com. URL consultato il 10 marzo 2013 (archiviato dall'url originale il 12 ottobre 2008).
- Ohr Sameach, su ohr.edu.
- Orthodox Union, su ou.org.
- OzTorah, Torah from Australia, su oztorah.com.
- Oz Ve Shalom — Netivot Shalom, su netivot-shalom.org.il. URL consultato il 10 marzo 2013 (archiviato dall'url originale il 24 giugno 2010).
- Pardes from Jerusalem, su pardes.org.il. URL consultato il 10 marzo 2013 (archiviato dall'url originale il 14 marzo 2012).
- RabbiShimon.com. URL consultato il 10 marzo 2013 (archiviato dall'url originale il 24 febbraio 2019).
- Rabbi Shlomo Riskin, su ohrtorahstone.org.il. URL consultato il 10 marzo 2013 (archiviato dall'url originale il 21 agosto 2011).
- Rabbi Shmuel Herzfeld, su rabbishmuel.com. URL consultato il 10 marzo 2013 (archiviato dall'url originale l'11 marzo 2013).
- Reconstructionist Judaism, su www4.jrf.org. URL consultato il 10 marzo 2013 (archiviato dall'url originale il 16 febbraio 2006).
- Sephardic Institute, su judaicseminar.org.
- Shiur.com.
- 613.org Jewish Torah Audio, su 613.org. URL consultato il 10 marzo 2013 (archiviato dall'url originale il 27 settembre 2011).
- Tanach Study Center, su tanach.org.
- Torah from Dixie, su tfdixie.com. URL consultato il 10 marzo 2013 (archiviato dall'url originale il 27 marzo 2016).
- Torah.it, su archivio-torah.it.
- Torah.org.
- TorahVort.com.
- Union for Reform Judaism, su urj.org. URL consultato il 10 marzo 2013 (archiviato dall'url originale il 29 agosto 2008).
- United Hebrew Congregations of the Commonwealth, su chiefrabbi.org.
- United Synagogue of Conservative Judaism, su uscj.org. URL consultato il 10 marzo 2013 (archiviato dall'url originale il 14 agosto 2012).
- What’s Bothering Rashi?, su shemayisrael.com.
- Yeshiva University, su yutorah.org. URL consultato il 10 marzo 2013 (archiviato dall'url originale il 18 dicembre 2019).